# Lublica (potok)
Lublica (Lubla, Lubia) – potok, lewostronny dopływ Wisłoka o długości 12,28 km.
Potok wypływa ze źródła pod Górą Wilczą na granicy z Sowiną w powiecie jasielskim. Przepływa przez Bieździadkę, Lublicę, gdzie dołącza Kukułkowy Potok, dalej przez Sieklówkę, Lublę i w Gliniku Dolnym w przysiółku „Budy” wpada do Wisłoka.